# جاغوار لاند روفر
جاغوار لاند روفر (بالإنجليزية: Jaguar Land Rover)‏ شركة بريطانية متعددة الجنسيات للسيارات، وفرع لشركة السيارات الهندية تاتا موتورز المحدودة. النشاط الرئيسي لجاغوار لاند روفر المحدودة هو تصميم وتطوير وتصنيع وبيع المركبات التي تحمل علامة جاكوار وعلامة لاند روفر.

## انظر ايضا
- مركز تصنيع محركات جاكوار لاند روفر